# 拔雅林
拔雅林，是台灣宜蘭縣頭城鎮的一個傳統地域名稱。位於該鎮西南部。相較於今日行政區，其範圍大致包括拔雅里東南部、武營里西南半部。

## 歷史
台灣清治末期，拔雅林地區為一街庄，稱為「拔雅林庄」，隸屬於頭圍堡。該庄東與港澳庄為鄰，東南與大坑罟庄為鄰，南與頭圍街、新興庄為鄰，西南邊及西邊為福成庄為鄰，北邊為梗枋庄。
1901年（日治明治三十四年）11月，廢縣廳改設二十廳，該庄隸屬於宜蘭廳，編入第五區。1905年（明治三十八年）7月，第五區改名「頭圍區」。1909年（明治四十二年）10月，合併二十廳為十二廳，該庄仍隸屬於宜蘭廳。1920年（大正九年），廢十二廳改設五州二廳，該庄改制為「拔雅林」大字，隸屬於臺北州宜蘭郡頭圍庄，大字下有「拔雅林」、「武營」小字名。
戰後頭圍庄改制為頭圍鄉，隸屬於臺北縣，大字亦改制為村。1946年9月，頭圍鄉更名為頭城鄉。1948年再改制為頭城鎮，村改制為里。1950年10月，北、基、宜分治，頭城鎮改隸屬於宜蘭縣。

## 聚落
本地區發展較早的聚落有拔雅林、武營等，在日治期初期的官方地圖上已有記載。此外，本地區尚有北門坑等聚落。

## 交通
台鐵宜蘭線是台灣東北部鐵路幹線，大致先以東北—西南走向轉北北東—南南西走向經過拔雅林地區東南部，再以北北東—南南西走向經過本地區南部一塊凸出部分。境內未設站，但頭城車站即在南部邊界外緣，屬三等站，停靠部分普悠瑪號、太魯閣號、自強號列車及全部莒光號列車、區間車。由此可前往台鐵沿線各地。
省道台2線（青雲路三段）是台灣濱海公路系統之一，其中基隆至蘇澳路段又稱為「北部濱海公路」，大致以東北—西南走向轉縱向再轉東北—西南走向經過本地區東南部。由該道路此往東北轉西可前往貢寮、瑞芳、基隆等地，往西南可前往頭城市區、壯圍、五結、蘇澳等地。
鄉道宜3線（吉祥路）是城西至二城的道路，大致以東南—西北走向轉東西向再轉東南—西北走向蜿蜒經過本地區西南部。由該道路向東南可前往頭城市中心西南側並止於開蘭路口，向西北轉西南可前往頂福成、大金面、小金面、二城並止於省道台9線路口。
鄉道宜3-2線（復興路）是拔雅至武營的道路，也是本地區南部的內部橫向連絡道路，其西側端點位於本地區西南部鄉道苗3線路口。由此向東北至蘭陽技術學院前繞大彎道轉向東南，可前往武營並止於開蘭路路口。

## 學校
- 蘭陽技術學院
- 頭城國中
- 頭城國小
- 人文國中小

## 產業
- 拔雅工業區